# Matus Ruwimowitsch Bisnowat
Matus Ruwimowitsch Bisnowat (russisch Матус Рувимович Бисноват; * 23. Oktober 1905 in Nikopol, Russisches Kaiserreich; † 8. November 1977) war ein sowjetischer Konstrukteur im Bereich Luftfahrt und Raketentechnik, Doktor der technischen Wissenschaften (1965), Leninpreisträger (1966), Träger des Staatspreises (1973), Held der Sozialistischen Arbeit (1975).

## Ausbildung und Arbeiten im Flugzeugbau

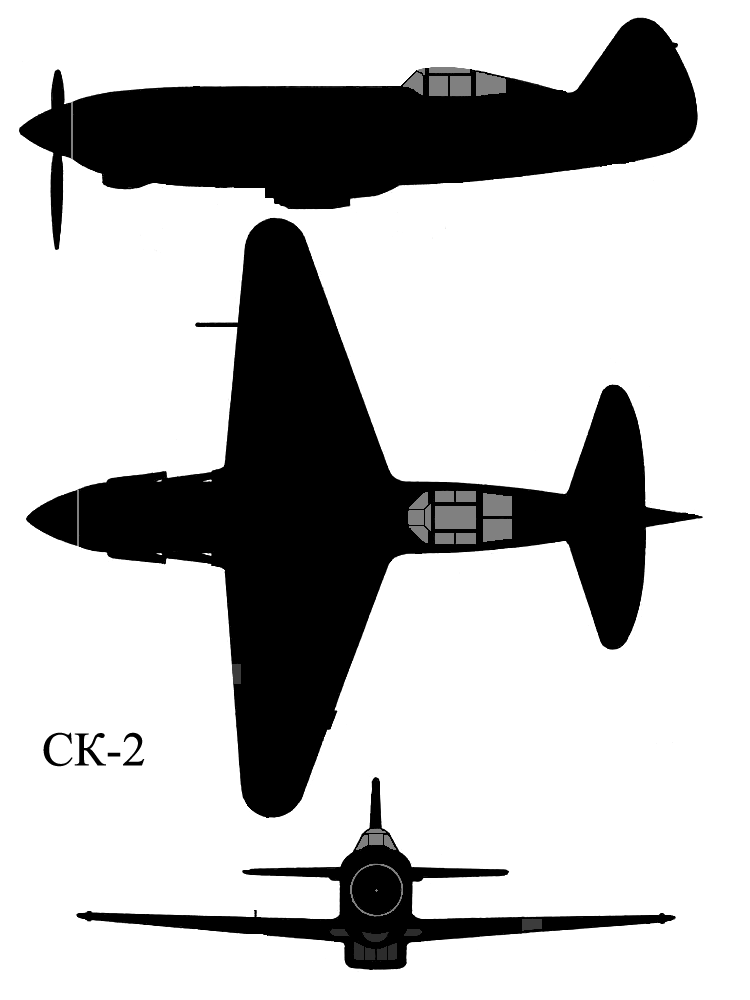
Bisnowat SK-2

Nach Beendigung des MAI (Moskauer Luftfahrt Institut) im Jahre 1931 übernahm Bisnowat schon früh verantwortliche Positionen in Konstruktionsbüros und Werken der Luftfahrtindustrie. So z. B. bis 1938 im OKB von Tairow, danach als Chefkonstrukteur eines OKB im ZAGI. Hier entstanden unter seiner Leitung experimentelle Entwürfe für Hochgeschwindigkeitsflugzeuge wie die SK-1 und SK-2 sowie das zweimotorige Jagdflugzeug SK-3. Ungeachtet der guten Flugleistungen gingen diese Maschinen nicht in die Serienproduktion. Jaroslaw Golowanow schrieb über Bisnowat in einer seiner Publikationen zur Geschichte der sowjetischen Luftfahrt: „Matus Ruwimowitsch war ein äußerst talentierter Mensch, ihm fehlte aber das Durchsetzungsvermögen, im Vergleich mit solch einem ‚Raubtier‘ wie zum Beispiel Jakowlew – war er ein absoluter ‚Vegetarier‘.“
Während des Großen Vaterländischen Krieges war Bisnowat als Chefkonstrukteur in verschiedenen Flugzeugwerken eingesetzt und leitete z. B. die Serienproduktion der LaGG-3. 1942 wurde Bisnowat die Leitung des OKB-55 übertragen; hier wurde das Projekt für den düsengetriebenen Jäger „302“ erarbeitet. Von 1945 bis 1948 arbeitet man an dem experimentellen Flugzeug 5 zur Erforschung von Aerodynamik und Flugeigenschaften im schallnahen Geschwindigkeitsbereich. Diese Arbeiten erfolgten parallel zu den Aktivitäten des OKB-2 beim Nachbau des deutschen Projektes DFS 346.

## OKB-293 – Neue Aufgaben in der Raketentechnik
1948 erfolgte in Chimki bei Moskau im Werk Nr. 293 die Gründung des OKB-293, zu dessen Leiter M. R. Bisnowat ernannt wurde. Die Aufgabenstellung für das OKB bestand in der Entwicklung einer gelenkten Luft-Luft-Rakete mit der Bezeichnung SNARS-250 (Selbstgelenktes Raketengeschoss für Flugzeuge mit einer Masse von 250 kg) und einer Flügelrakete „Schturm“ für die Küstenverteidigung. Mit Beginn der 1950er-Jahre folgten auch Arbeiten an einem unbemannten Fluggerät LM-15 mit dem Staustrahltriebwerk RD-550 aus dem OKB von M. M. Bondarjuk. In 8000 m Höhe erreichte das Modell Geschwindigkeiten von Mach 1,15 bis Mach 1,6.
Die Projekte SNARS-250 und „Schturm“ befanden sich im Stadium der Flugerprobung, als das OKB-293 am 19. Februar 1953 aufgelöst wurde. Sowohl die Mitarbeiter als auch die Einrichtungen gingen an das KB 1. Als offensichtlicher Grund für die Auflösung gilt heute die Nationalität von Bisnowat selbst, auf dem Höhepunkt des „Kampfes gegen kosmopolitische Tendenzen“ und bei der Verfolgung des „Falles der Kremlärzte“. Auch die seit 1914 in den USA lebende Verwandtschaft des Chefkonstrukteurs stellte Anfang der 1950er-Jahre einen haltlosen Zustand dar. Bisnowat wurde in ein weniger prestigeträchtiges OKB im Umland von Moskau abgeschoben, wo er sich mit der Entwicklung mobiler Sicherstellungstechnik für Flugplätze, wie z. B. Anlassgeräte vom Typ APA, befasste.

## OKB-4 – Die schnelle Wiedergeburt
Bedingt durch die rasante Entwicklung im Bereich der Flugzeugtechnik entstand Mitte der 1950er-Jahre ein dringender Bedarf an gelenkten Luft-Luft-Raketen als Bewaffnung für moderne Jagdflugzeuge wie beispielsweise die Su-9 oder die Jak-25. Um schnell einen zählbaren Erfolg zu erreichen, arbeiteten mehrere OKB parallel an dieser Aufgabe. In der Zeit des politischen Tauwetters nach dem Tode Stalins erinnerte man sich auch wieder der Qualitäten Bisnowats und übertrug ihm die Leitung des OKB-4, dem späteren KB „Molnija“ in Moskau-Tuschino.
1955 begannen die Arbeiten an der Rakete K-8 (R-8), die als Bewaffnung für das Jagdflugzeug Jak-25 vorgesehen war. Erst die modernisierte Variante R-8M erreichte jedoch die Serienfertigung.
Für den Abfangkomplex Tu-128-80 wurde 1958 mit der Entwicklung der Rakete K-80 (R-4) und ihrer Modifikationen begonnen.
Anfang der 1960er-Jahre wurde im OKB-4 die Rakete K-98 als grundlegende Modernisierung der R-8 entwickelt. Sie kam als R-98 mit ihren Modifikationen als Bewaffnung der Su-11, Su-15 und Jak-28 zum Einsatz.
Als Hauptbewaffnung für die MiG-25 wurde 1962 mit der Entwicklung der Rakete K-40 (R-40) begonnen. Für diese Arbeit wurden M. R. Bisnowat und sein Stellvertreter W. Jelagin mit dem Leninpreis ausgezeichnet.
Die Projektarbeiten an der Kurzstreckenrakete K-73 (R-73) begannen 1974. 1982 wurden alle Arbeiten an der Rakete K-73, zusammen mit den meisten der beteiligten Spezialisten, an das MKB „Wimpel“ abgegeben.
1976 erfolgte mit dem Beginn der Arbeiten an dem sowjetischen Raumgleiter „Buran“ eine Umorganisation einzelner OKBs. So wurde das KB „Molnija“ mit dem „Werk für experimentellen Maschinenbau“ von W. M. Mjassischtschew und dem MKB „Burewestnik“ unter dem neuen Namen NPO „Molnija“ vereinigt. Hauptaufgabe war unter dem neuen Chefkonstrukteur G. W. Losino-Losinski die Entwicklung des „Buran“. Die Arbeiten an gelenkten Luft-Luft Raketen liefen bis 1982 parallel, dann erfolgte die Übergabe dieser Thematik an das MKB „Wympel“.
Matus Ruwimowitsch Bisnowat starb nach einer langen Diabetes-Erkrankung am 8. November 1977, beigesetzt wurde er auf dem Wagankowoer Friedhof in Moskau.

## Auszeichnungen
Für seine Verdienste wurde M. R. Bisnowat mit einer Reihe von Orden und Medaillen ausgezeichnet, unter anderem mit 2 Leninorden, 1 Orden des roten Arbeitsbanners.